# Mino-bi

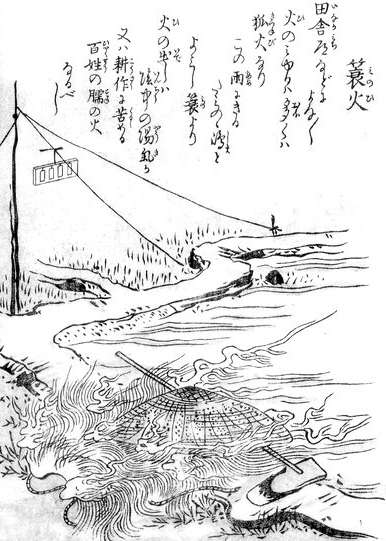
Mino-bi aus Sekiens Konjaku Hyakki Shūi.

Das Mino-bi (蓑火; „Strohmantel-Feuer“), auch Mino-hi gelesen, ist ein Feuerspuk der japanischen Folklore. Es gilt normalerweise als harmlos und ist anderen Feuer- und Irrlichterscheinungen ähnlich.

## Beschreibung
Das Mino-bi soll in regnerischen Nächten, besonders in der Präfektur Shiga um den Biwa-See erscheinen. Wenn Regen auf einen Mino fällt, sollen kleine Lichtlein erscheinen, die an Glühwürmchen erinnern. Würde man den Mino ablegen und behutsam wälzen, würde die Erscheinung bald verschwinden und der Spuk sei vorbei. Würde man aber versuchen, das Irrlicht mit den bloßen Händen wegzuwischen, würde es sich ausbreiten und unter Umständen den Strohmantel in Brand setzen. In manchen ländlichen Regionen ist der Aberglaube verbreitet, dass es sich um die Seele eines Ertrunkenen handele, der im Biwa-See umkam. In den Präfekturen Akita, Niigata und Fukui soll das Mino-bi auch erscheinen, wo es tatsächlich als der Geist eines Glühwürmchens betrachtet wird. Wieder andere Anekdoten behaupten, das Mino-bi sei das Werk arglistiger Kawauso und Tanuki, die sich heimlich in Booten über den Biwa-See schippern ließen.

## Hintergründe
Als Mino (蓑; „Umhang“) bezeichnet man einen traditionellen Regen- und Reisemantel der japanischen, chinesischen und koreanischen  Kultur, der aus geflochtenem Reis- und Hanfstroh besteht.
Eine bekannte Abbildung nebst Kurzbeschreibung findet sich unter anderem in dem Werk Konjaku Hyakki Shūi (今昔百鬼拾遺; „100 Dämonen von einst und jetzt, Fortsetzung“) von Toriyama Sekien aus dem Jahr 1780. Eine weitere bekannte Überlieferung erscheint in dem Werk Tonegawa zushi (利根川図志; „Erzählungen über den Fluss Tone“) von Akamatsu Sōtan, das um 1855 während der Ansei-Zeit (安政; „Epoche der Sicherheit“) verfasst wurde.